# Indianapolis 500 1964

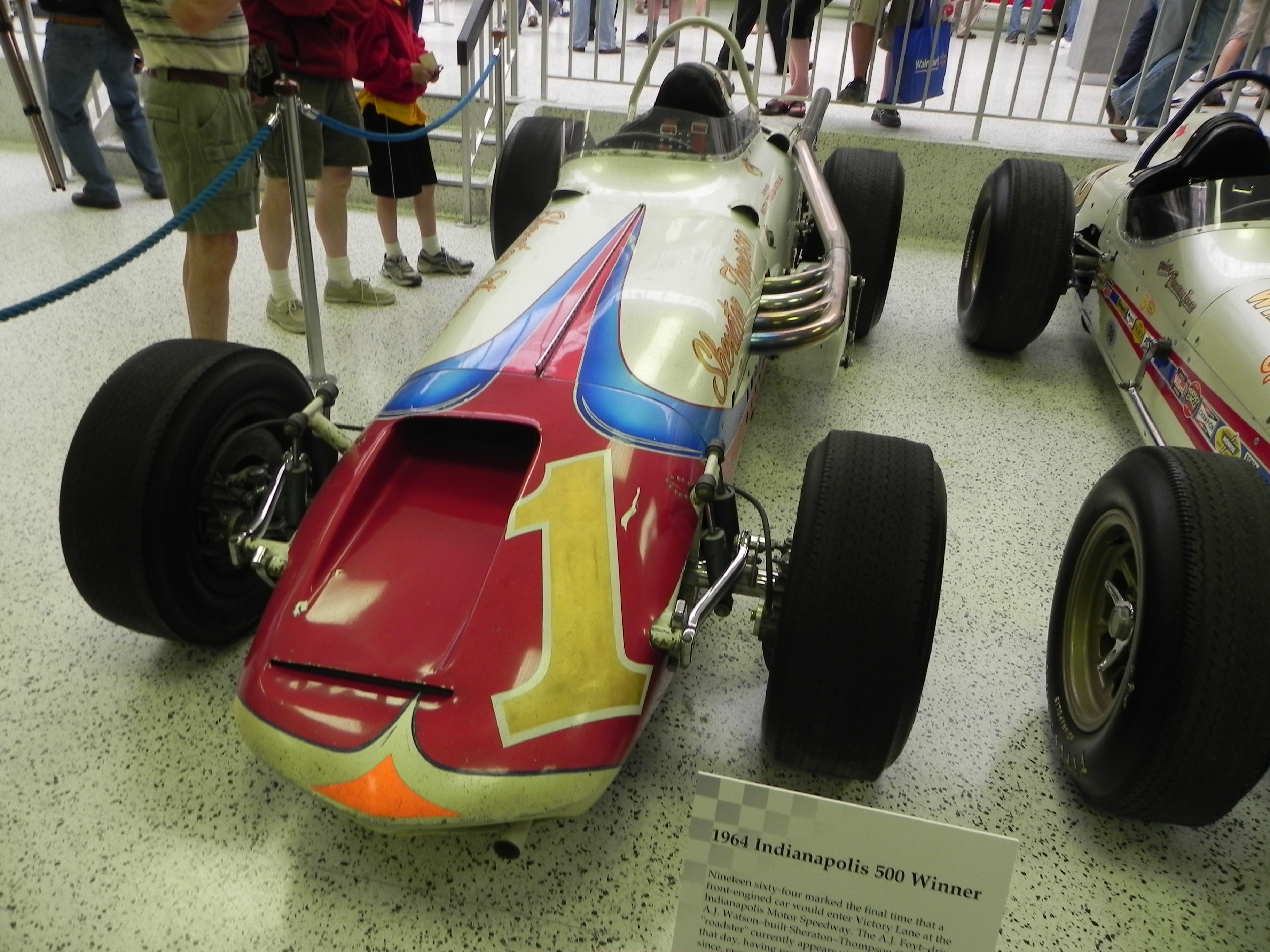
Watson-Offenhauser; Siegerwagen von A. J. Foyt

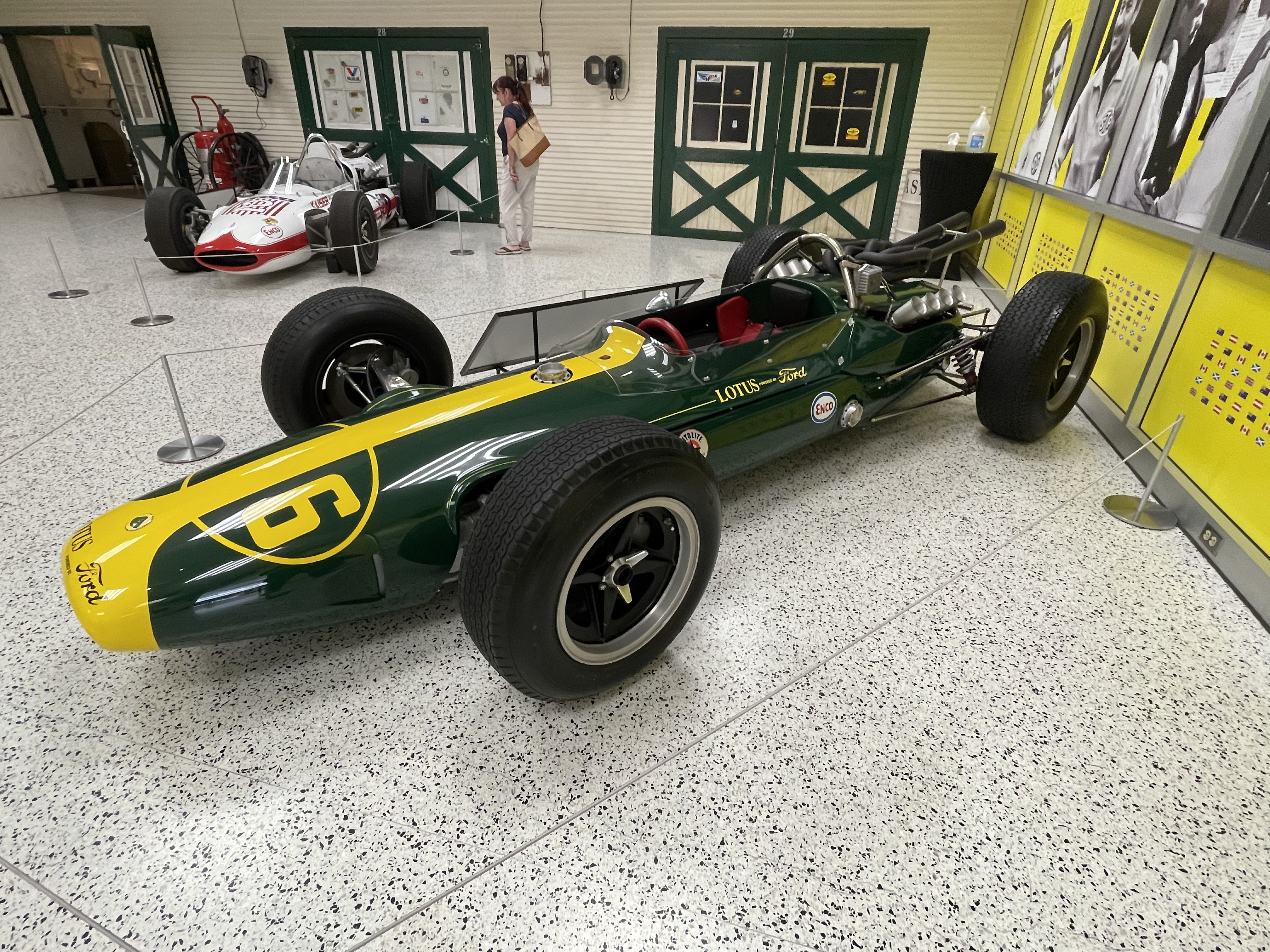
Der Lotus 34, mit dem Jim Clark die schnellste Trainingsrunde fuhr

Das 48. Indianapolis 500 (offiziell 48th 500 Mile International Sweepstakes) auf dem Indianapolis Motor Speedway fand am 30. Mai 1964 statt.

## Das Rennen
Das Rennen ging über eine Distanz von 200 Runden à 4,023 km, was einer Gesamtdistanz von 804,672 km entspricht. Aus der Pole-Position startete Jim Clark, Team Lotus (Overseas), mit einer Vierrunden-Durchschnittszeit von 3:46.66 Min. oder 158,828 mph (255,609 km/h). Die schnellste Runde im Rennen drehte Bobby Marshman (Lindsey Hopkins Racing) in 57,09 Sekunden (157,646 mph). Das Rennen war der dritte Lauf zur USAC-Saison 1964.

## Ergebnisse

### Startaufstellung
| Reihe | Innen          | Mitte           | Außen             |
| ----- | -------------- | --------------- | ----------------- |
| 1     | Jim Clark      | Bobby Marshman  | Rodger Ward       |
| 2     | Parnelli Jones | A. J. Foyt      | Dan Gurney        |
| 3     | Lloyd Ruby     | Len Sutton      | Don Branson       |
| 4     | Walt Hansgen   | Jim Hurtubise   | Dick Rathmann     |
| 5     | Johnny Boyd    | Dave MacDonald  | Johnny Rutherford |
| 6     | Ronnie Duman   | Eddie Sachs     | Troy Ruttman      |
| 7     | Bud Tingelstad | Bobby Grim      | Johnny White      |
| 8     | Bobby Unser    | Bob Veith       | Eddie Johnson     |
| 9     | Jack Brabham   | Jim McElreath   | Bob Harkey        |
| 10    | Bob Mathouser  | Chuck Stevenson | Art Malone        |
| 11    | Norm Hall      | Bob Wente       | Bill Cheesbourg   |

### Schlussklassement
Wetter: leicht bewölkt, 19°
| Pos. | Nr. | Name               | Chassis      | Motor       | R        | Zeit/Rückstand               | Start | Qualifikation ø 4 Rd. mph |
| ---- | --- | ------------------ | ------------ | ----------- | -------- | ---------------------------- | ----- | ------------------------- |
| 1    | 1   | A. J. Foyt (W)     | Watson       | Offenhauser | F        | 3:23:35.830 Std. 147,350 mph | 5     | 154,672                   |
| 2    | 2   | Rodger Ward (W)    | Watson       | Ford        | F        | 200 Rd.                      | 3     | 156,406                   |
| 3    | 18  | Lloyd Ruby         | Watson       | Offenhauser | F        | 200                          | 7     | 153,932                   |
| 4    | 99  | Johnny White (R)   | Watson       | Offenhauser | F        | 200                          | 21    | 150,893                   |
| 5    | 88  | Johnny Boyd        | Kuzma        | Offenhauser | F        | 200                          | 13    | 151,835                   |
| 6    | 15  | Bud Tingelstad     | Trevis       | Offenhauser | F        | 198                          | 19    | 151,210                   |
| 7    | 23  | Dick Rathmann      | Watson       | Offenhauser | F        | 197                          | 12    | 151,860                   |
| 8    | 4   | Bob Harkey (R)     | Watson       | Offenhauser | F        | 197                          | 27    | 151,573                   |
| 9    | 68  | Bob Wente (R)      | Trevis       | Offenhauser | F        | 197                          | 32    | 149,869                   |
| 10   | 16  | Bobby Grim         | Kurtis Kraft | Offenhauser | F        | 196                          | 20    | 151,038                   |
| 11   | 3   | Art Malone         | Kurtis Kraft | Offenhauser | F        | 194                          | 30    | 151,222                   |
| 12   | 5   | Don Branson        | Watson       | Offenhauser | F        | 187 (Kupplung)               | 9     | 152,672                   |
| 13   | 53  | Walt Hansgen (R)   | Huffaker     | Offenhauser | F        | 176                          | 10    | 152,581                   |
| 14   | 56  | Jim Hurtubise      | Watson       | Offenhauser | F        | 141 (Öl-Druck)               | 11    | 152,542                   |
| 15   | 66  | Len Sutton         | Vollstedt    | Offenhauser | F        | 140 (Elektrik)               | 8     | 153,813                   |
| 16   | 62  | Bill Cheesbourg    | Epperly      | Offenhauser | F        | 131 (Motor)                  | 33    | 148,711                   |
| 17   | 12  | Dan Gurney         | Lotus 34     | Ford        | D        | 110 (Reifenschaden)          | 6     | 154,487                   |
| 18   | 14  | Troy Ruttman (W)   | Watson       | Offenhauser | F        | 99 (Unfall)                  | 18    | 151,292                   |
| 19   | 54  | Bob Veith          | Huffaker     | Offenhauser | F        | 88 (Motor)                   | 23    | 153,381                   |
| 20   | 52  | Jack Brabham       | Brabham      | Offenhauser | F        | 77 (Tankstutzen)             | 25    | 152,504                   |
| 21   | 28  | Jim McElreath      | Kurtis Kraft | Novi        | F        | 77 (Defekt)                  | 26    | 152,381                   |
| 22   | 77  | Bob Mathouser (R)  | Walther      | Offenhauser | F        | 77 (Bremsen)                 | 28    | 151,451                   |
| 23   | 98  | Parnelli Jones (W) | Watson       | Offenhauser | F        | 55 (Defekt)                  | 4     | 155,099                   |
| 24   | 6   | Jim Clark          | Lotus 34     | Ford        | D        | 47 (Aufhängung)              | 1     | 158,828                   |
| 25   | 51  | Bobby Marshman     | Lotus 34     | Ford        | F        | 39 (Öl-Verlust)              | 2     | 157,857                   |
| 26   | 84  | Eddie Johnson      | Thompson     | Ford        | Allstate | 6 (Kraftstoffpumpe)          | 24    | 152,905                   |
| 27   | 86  | Johnny Rutherford  | Watson       | Offenhauser | F        | 2 (Unfall)                   | 15    | 151,400                   |
| 28   | 95  | Chuck Stevenson    | Watson       | Offenhauser | F        | 2 (Unfall)                   | 29    | 150,830                   |
| 29   | 83  | Dave MacDonald (R) | Thompson     | Ford        | Allstate | 1 (Unfall)                   | 14    | 151,464                   |
| 30   | 25  | Eddie Sachs        | Halibrand    | Ford        | F        | 1 (Unfall)                   | 17    | 151,439                   |
| 31   | 64  | Ronnie Duman (R)   | Trevis       | Offenhauser | F        | 1 (Unfall)                   | 16    | 149,744                   |
| 32   | 9   | Bobby Unser        | Ferguson     | Novi        | F        | 1 (Unfall)                   | 22    | 154,865                   |
| 33   | 26  | Norm Hall          | Watson       | Offenhauser | F        | 1 (Unfall)                   | 31    | 150,094                   |

(W)=früherer Gewinner / (R)=Rookie

### Führungsrunden
| Fahrer         | Team                   | Anzahl |
| -------------- | ---------------------- | ------ |
| A. J. Foyt     | Ansted-Thompson Racing | 146    |
| Bobby Marshman | Lindsey Hopkins Racing | 33     |
| Jim Clark      | Team Lotus (Overseas)  | 14     |
| Parnelli Jones | JC Agajanian           | 7      |